# Пантелеев, Дмитрий Владимирович
Дмитрий Владимирович Пантелеев (род. 5 августа 1967, Киров) — режиссёр театра и кино, актёр.

## Биография
Окончил Свердловский театральный институт в 1991 году по специальности «актер театра драмы и кино» (мастерская проф. Анисимова В. И.).
Окончил Ленинградский государственный институт театра, музыки и кинематографии в 2001 году по специальности «режиссура драмы» (мастерская проф. Малочевской И. Б., Красовского Ю. М.)
Окончил Высшие курсы сценаристов и режиссёров в 2010 году по специальности «режиссёр игрового и неигрового фильма» (мастерская Герасимова А. Н., Добровольского А. М.)
Работал в театрах Санкт-Петербурга «Балтийский дом» и «Приют комедианта», ставил спектакли в Санкт-Петербурге и Стокгольме. Визитная карточка режиссёра-постановщика — спектакль «Славное место для очарованного философа» по повести Н. В. Гоголя «Вий». 1997 г. Театр «Балтийский дом». Санкт-Петербург.
С 2001 по 2003 год преподавал актёрское мастерство и режиссуру в Санкт-Петербургском университете искусств.
С 2003 по 2005 год — художественный руководитель Культурного центра Московского государственного университета им. М. В. Ломоносова (МГУ).

## Фильмография
- «Подготовительный период» 2010 г. Док.фильм.8 мин. ВКСР
- «Киноклассика», 2010 г. Игровой фильм. 15 мин. ВКСР
- «Нина Савельевна и Сашка» 2010 г. Док.фильм. 10 мин. ВКСР
- «Копейкин» 2010 г. Док.фильм.40мин. По заказу Компании «Балтэкском»
- «Провокатор», четырёхсерийный художественный фильм (мини-сериал) 2011 г. Россия-Украина. Продюсерский центр «Браво». По заказу канала РЕН.
- «Пляж», многосерийный художественный фильм (сериал 32 серии). Россия-Украина. 2013 г. Продюсерский центр «Браво». По заказу канала НТВ.

## Призы и награды
Стал призёром XX Открытого международного фестиваля документального кино «Россия» (г. Екатеринбург) за документальный фильм «Нина Савельевна и Сашка». Специальный приз зрительских симпатий — «Зацепило».

## Режиссёр театра
- «Покровские ворота», по одноимённой пьесе Л.Зорина. Государственный русский драматический театр Удмуртии. 2015 г
- «История одного безумия», моноспектакль по произведениям Ч. Буковски. Театр-фестиваль «Балтийский дом», 2001 г. Спектакль участник фестиваля «Монокль»
- «Любовь», по пьесе Л. Петрушевской. Учебный театр на Моховой. Санкт-Петербург. 2001 г.
- «Шишок», по пьесе А. Александрова. Камышинский драматический театр. 1999г
- «Жизнь бьёт ключом», по пьесе Э. Брагинского. Камышинский драматический театр.1999 г
- «Эти свободные бабочки», по пьесе Э. Герша. Котласский драматический театр. 1998 г.
- «Воспитание Риты», по пьесе У.Рассела. Котласский драматический театр.1998 г.
- «Калле-супер сыщик», по произведениям А. Линдгрен. Театр «Балтийский дом». Санкт-Петербург. 1997 г.
- «Славное место для очарованного философа», по повести Н.Гоголя «Вий». Театр «Балтийский дом». Санкт-Петербург. 1997 г.
- «Эдда», по скандинавскому эпосу. Театр-проект FUTURAMA. Стокгольм. Швеция . 1996 г.
- «Жизнь Василия Фивейского», по рассказу Л.Андреева. Учебный театр на Моховой. Санкт-Петербург. 1995 г.